# Estados Unidos v. Álvarez-Machaín

Estados Unidos v. Álvarez-Machaín (em inglês: United States v. Alvarez-Machain), 504 U.S. 655 (1992), foi um caso da Suprema Corte dos Estados Unidos no qual a Corte decidiu que o sequestro forçado do recorrido em um país estrangeiro, apesar da existência de um tratado de extradição com esse país, não o impede de ser julgado por um tribunal dos EUA por violações às leis penais americanas. A decisão reafirmou a Doutrina Ker-Frisbie, estabelecida em Ker v. Illinois (1886) e Frisbie v. Collins (1952), que geralmente permite o processamento de réus criminais independentemente de sua presença ter sido obtida conforme tratado de extradição aplicável.

## Antecedentes
Humberto Álvarez Machaín, um médico mexicano, foi supostamente envolvido no sequestro, tortura e assassinato de Enrique Camarena Salazar, um cidadão norte-americano empregado pela Agência Antidrogas dos EUA, em 1985, por "prolongar [sua] vida para que outros pudessem continuar a torturá-lo e interrogá-lo".
Em 2 de abril de 1990, Álvarez foi sequestrado no México por Trent Tompkins, um cidadão americano contratado por agentes da DEA, e levado a julgamento nos Estados Unidos, apesar do protesto de autoridades mexicanas.
A ação judicial chegou à Suprema Corte dos Estados Unidos, com foco no efeito da extradição ilegal sobre a jurisdição do tribunal de primeira instância. Invocando a "Doutrina Ker–Frisbie", a Corte decidiu que a jurisdição do tribunal não foi afetada pela forma como o acusado foi apresentado a ele. A decisão causou alarme e preocupação internacionais, pois outras nações temiam que a decisão incentivasse novos sequestros semelhantes.

## Consequências
Apesar de intensos protestos do governo mexicano, Álvarez foi julgado no Tribunal Distrital dos Estados Unidos em Los Angeles; o julgamento, no qual sua defesa concentrou-se fortemente na legalidade da prisão, resultou em sua absolvição. O juiz (cuja decisão anterior rejeitando a acusação havia sido revogada pela Suprema Corte) decidiu, ao final da apresentação do caso principal pelo governo, que este não havia apresentado um caso prima facie, e portanto concedeu a absolvição sem apresentar a questão ao júri. O outro suspeito, Javier Vasquez Velasco, foi preso por seu suposto envolvimento no assassinato, condenado e sentenciado a três penas de prisão perpétua.